# Aldershot Lido
Das Aldershot Lido ist ein Schwimmbad in der englischen Stadt Aldershot.
Das Aldershot Lido ist das größte Freibad in der Grafschaft Hampshire. Es verfügt über ein großes Becken, drei Wasserrutschen und viele Liegemöglichkeiten.
Während der Olympischen Sommerspiele 1948 war das Bad Austragungsort des Schwimmens im Modernen Fünfkampf.